# Renault 15/17
Renault 15/17 – sportowy samochód osobowy, produkowany przez francuską firmę Renault w latach 1971-1979. Dostępny był jako 3-drzwiowy hatchback. Następca modelu Caravelle. Do napędu używano kilku różnych silników R4. Dostępna była także wersja Gordini. Moc przenoszona była na oś przednią. Samochód produkowano w Maubeuge we Francji. W plebiscycie na Europejski Samochód Roku 1972 samochód zajął 2. pozycję (za Fiatem 127).

## Dane techniczne (17 Gordini)
Źródło:

### Silnik
- R4 1,6 l (1606 cm³), 2 zawory na cylinder, OHV
- Średnica × skok tłoka: 78,00 mm x 84,00 mm
- Stopień sprężania: 10.25:1
- Moc maksymalna: 109,5 KM (80,5 kW) przy 6000 obr./min
- Maksymalny moment obrotowy: 136 N•m przy 5500 obr./min

### Osiągi
- Przyspieszenie 0-100 km/h: brak danych
- Prędkość maksymalna: 179 km/h

## Galeria

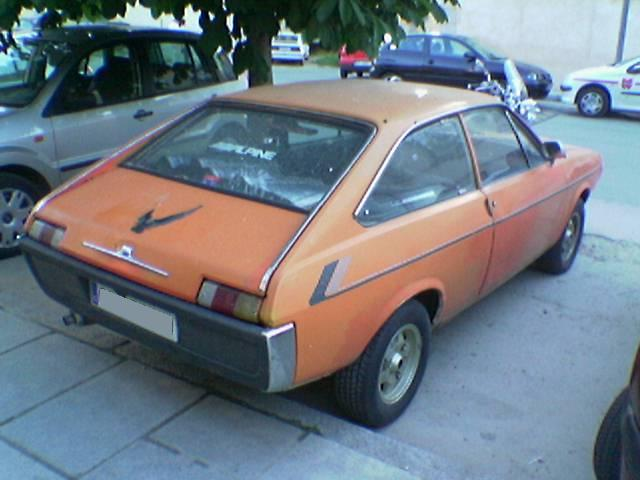
Renault 15 – tył pojazdu
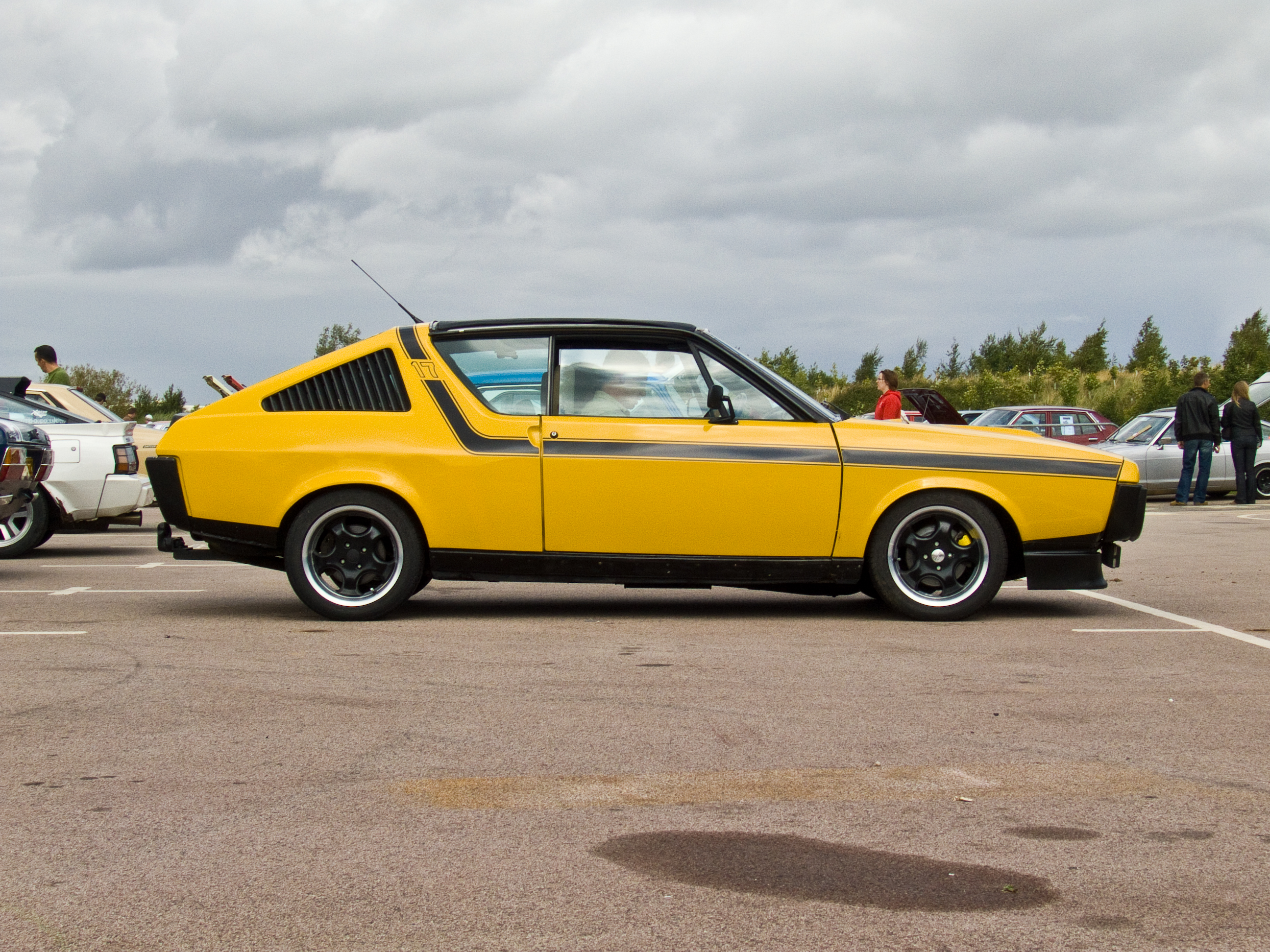
Renault 17
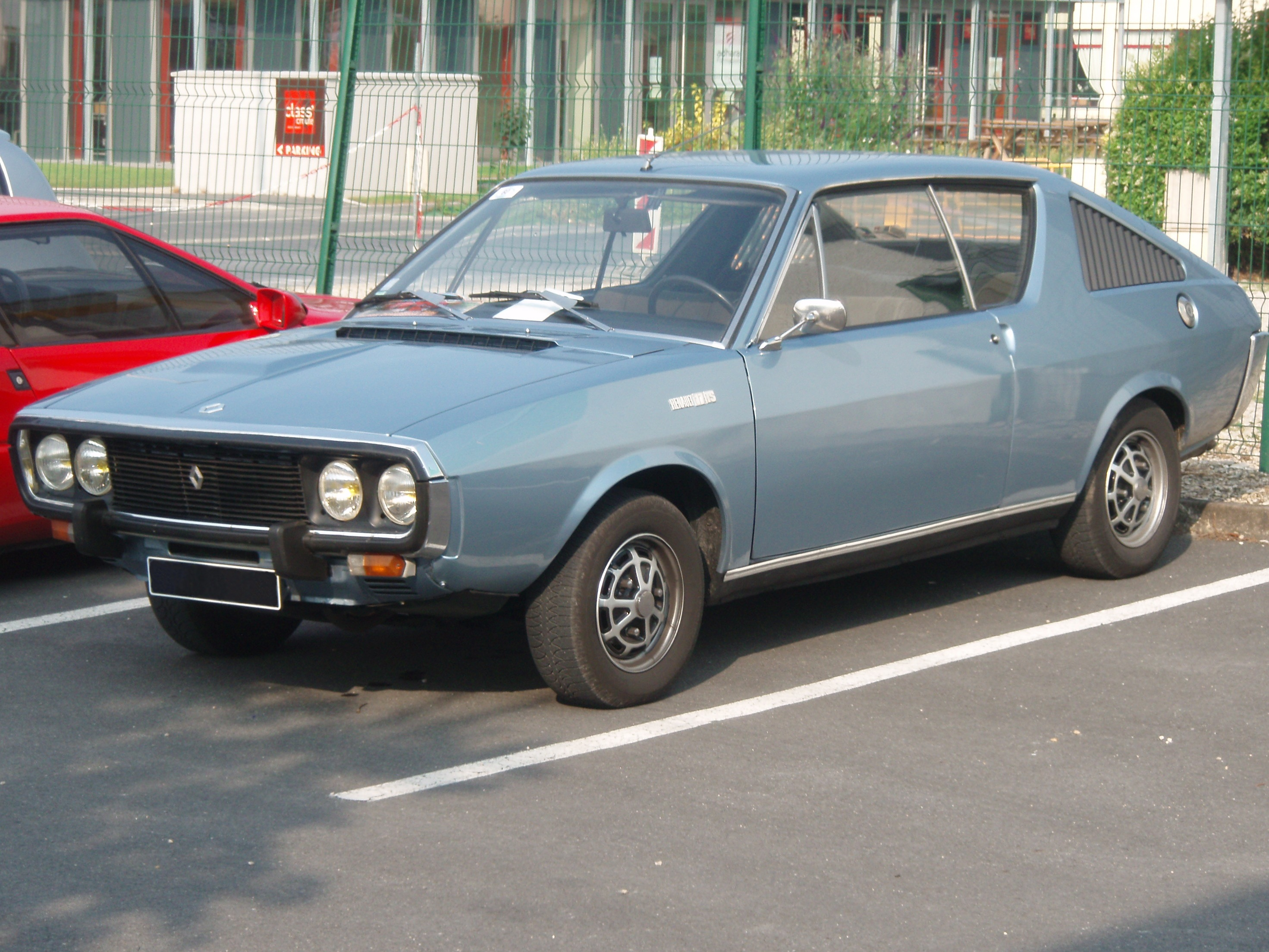
Renault 17